# Тибето-бірманські мови
Тибето-бірманські мови — мовна сім'я або підсім'я сино-тибетських мов, поширена у Східній, Південно-Східній і Південній Азії, у тому числі в М'янмі, Тибеті, північному Таїланді, В'єтнамі, Лаосі, на ділянках центрального Китаю, півночі Непалу, сході Бангладешу, Бутані, півночі Пакистану, частинах Індії, хоча в більшості згаданих країн мовні групи не є основними. Сім'я містить близько 350 мов, найбільшою з яких за числом носіїв є бірманська (32 млн).
Час розходження: межа 5 і 4 тисячоліть до н. е. Частка збігів 20 %.